# قندهار الكبرى
قندهار الكبرى (بالبشتوية: لوی کندهار) هي منطقة تاريخية وثقافية في أفغانستان، تضم ولايات أفغانية حديثة من قندهار، هلمند، فراه، أروزكان، وكذلك أجزاء من نيمروز وزابل، والجزء الشمالي ذو الأغلبية البشتونية من بلوشستان بما في ذلك مدن مثل كويته وشمن ومناطق أخرى كثيرة (المعروفة باسم "بشتونكوا الجنوبية"). في عام 1709، جعل مير ويس هوتكي المنطقة مملكة مستقلة وجعل مدينة قندهار عاصمة الدولة الهوتكية. في عام 1747، جعل أحمد شاه الدراني مؤسس السلالة الدرانية قندهار عاصمة الدولة الدرانية.
تُعرَّف قندهار الكبرى بشكل غامض من خلال ثقافة وتاريخ مشترك مرتبط بالقبائل الأصلية المحلية التي تقيم في المنطقة. قد يشير بعض الناس إلى هذه المناطق باعتبارها تحت "مجال التأثير الثقافي القندهاري".أساليب خاصة من الملابس، وأساليب العمامة، وألوان الأقمشة العمائم، وشرائح لغة البشتو، إلخ. قد ترتبط أحياناً بأسلاف محددة أصلية في قندهار الكبرى وبالتالي تتكامل مع الثقافة الإقليمية. على سبيل المثال، قد يتعرف أحد أفراد القبيلة البشتونية من قندهار الكبرى بسرعة على البشتون من لويا باكتيا بناءً على نمط و لون عمامته. وبالمثل، قد يتعرف البشتون من لويا باكتيا على شخص من قندهار الكبرى بناءً على نمطه الفريد من الكامييز (قميص) بدون عنق مع أنماط محددة على الأمام. هناك العديد من المؤشرات الثقافية المفصلة والمعقدة من هذا النوع التي لا يتم تسجيلها في أي تاريخ مكتوب معروف ولكن ببساطة معروفة وملاحظة من قبل القبائل من مختلف مناطق البشتون في أفغانستان وباكستان.